# Paweł Dudziński (duchowny)
Paweł Dudziński (ur. 6 stycznia 1964 w Warszawie) – polski prezbiter rzymskokatolicki, teolog, heraldyk, przewodniczący Komisji Heraldycznej w latach 2008–2024.

## Życiorys
Ukończył w 1988 Wyższe Metropolitalne Seminarium Duchowne w Warszawie. Magister teologii w zakresie historii sztuki chrześcijańskiej na Papieskim Wydziale Teologicznym w Warszawie (1988). Pracę magisterską poświęcił heraldyce kościelnej.
Uczestniczył w wystawie Ars Heraldica zorganizowanej przez PTH w 1995 w Muzeum Niepodległości w Warszawie.
W 2005 uzyskał stopień doktora nauk humanistycznych w zakresie historii na Wydziale Nauk Historycznych i Społecznych Uniwersytetu Kardynała Stefana Wyszyńskiego w Warszawie, pracę poświęcił heraldyce kościelnej.
Wskazany przez Ministra Kultury i Dziedzictwa Narodowego, objął z dniem 21 października 2008 r. funkcję przewodniczącego Komisji Heraldycznej przy Ministrze Spraw Wewnętrznych i Administracji.
29 grudnia 2022 r. Minister Kultury i Dziedzictwa Narodowego wystąpił do Ministra Spraw Wewnętrznych i Administracji z wnioskiem o odwołanie dra Pawła Dudzińskiego ze składu Komisji Heraldycznej.

### Działalność naukowo-dydaktyczna
Od 2006 do 2016 roku wykładowca na Wydziale Nauk Historycznych i Społecznych Uniwersytetu Kardynała Stefana Wyszyńskiego w Warszawie:
- w latach 2006–2007 pracownik naukowo-dydaktyczny w Instytucie Nauk Historycznych UKSW
- w latach 2007–2014 adiunkt w Instytucie Nauk Historycznych UKSW
- w latach 2014–2016 starszy pracownik naukowy w Instytucie Nauk Historycznych (Katedra Nauk Pomocniczych Historii) UKSW.[5]

W roku 2014 wszczął przewód habilitacyjny, przerwany na własny wniosek. W roku 2016 podjął drugą próbę uzyskania stopnia doktora habilitowanego na podstawie osiągnięcia naukowego w postaci monografii autorskiej: „Ma być kruk w herbie...”. Zagadnienie symboliki godła herbowego i kultury heraldycznej. Postępowanie zakończyło się w roku 2021 utrzymaniem w mocy uchwały odmawiającej nadania stopnia doktora habilitowanego, decyzją Prezydium Rady Doskonałości Naukowej.

### Działalność projektowa
Jest autorem i współautorem wielu projektów symboli kościelnych i samorządowych, zrealizowanych przed powołaniem na stanowisko Przewodniczącego Komisji Heraldycznej, jak i w trakcie sprawowania tej funkcji w latach 2008–2015.
Zaprojektował herby osób duchownych i instytucji kościelnych:
- diecezji: elbląskiej, drohiczyńskiej, kaliskiej[8], zielonogórsko-gorzowskiej[9]
- biskupów: Stanisława Kędziory, Alojzego Orszulika, Józefa Zawitkowskiego, Bronisława Dembowskiego, Piotra Jareckiego, Sławoja Leszka Głódzia, Tadeusza Pikusa[10], Tadeusza Płoskiego, Włodzimierza Juszczaka, Kazimierza Nycza, Edwarda Dajczaka
- Zgromadzenia Sióstr Wspomożycielek Dusz Czyśćcowych, Zgromadzenia Sióstr Westiarek Jezusa, Prawosławnego Monastyru Świętych Cyryla i Metodego w Ujkowicach dystynktoria kapituł wilanowskiej i polowej WP.

Opracował wzory symboli dla jednostek samorządowych:
- województwa warmińsko-mazurskiego,
- powiatów: opolski lubelski, augustowski, ełcki, grodziski, kętrzyński, krasnostawski, lubelski, łęczyński, piski, rycki, suwalski, świdnicki, tomaszowski,
- gmin: Borki, Michów, Leoncin, Kodeń, Podedwórze, Karczmiska, Krasnystaw, Ochotnica Dolna, Świdwin, Raszyn, Ułęż, Kraśnik, Trzydnik, Stanin, Niemce, Baranów, Nowe Piekuty[11]
- miast: Milanówek[12], Ostrów Lubelski, Pruszków[13], Morąg, Biłgoraj, Szydłowiec, Tomaszów Mazowiecki,
- oznaki dla samorządów: Trzydnika, Biłgoraja.

Zaprojektował godło Piastowskiego Towarzystwa Tenisowego. Brał udział w konkursach na godło Polskiego Towarzystwa Heraldycznego i „Baron de Montfarts International Heraldic Art Prize”, organizowanej przez Federation Genealogique et Heraldique de Belgique. Uczestniczył także we wstępnych pracach nad polskim herbem państwowym i herbem województwa mazowieckiego.

## Przynależność organizacyjna
Od 1988 członek Polskiego Towarzystwa Heraldycznego. W latach 1997–2004 i 2010–2014 Członek Zarządu Polskiego Towarzystwa Heraldycznego.

## Autor książek
- Alfabet heraldyczny, wydawnictwo, Bertelsmann Publishing, Warszawa 1997, ISBN 83-7129-476-X.
- Współczesna heraldyka i zwyczaje heraldyczne w Kościołach chrześcijańskich, Wydawnictwo DiG, Warszawa 2007, ISBN 83-7181-483-6.
- Heraldyka kościelna, [w:] Wielka księga heraldyki (Alfred Znamierowski), Świat Książki, Warszawa 2008, ISBN 83-247-0100-1.
- Fryz heraldyczny w zespole klasztornym w Lądzie nad Wartą: próba analizy historycznej i heraldycznej, Towarzystwo Salezjańskie, Ląd [Piła] 2012, ISBN 83-88517-52-X.
- „Ma być kruk w herbie...”. Zagadnienia symboliki godła herbowego i kultury heraldycznej, Kaliskie Towarzystwo Przyjaciół Nauk, Kalisz 2016, ISBN 978-83-62689-45-3.

## Autor artykułów
- Logo czy herb? Dylematy współczesnej emblematyki kościelnej. [w:] Polska heraldyka kościelna – tradycja i współczesność, Kraków 2007.
- Herb miasta Kolbuszowej. Przyczynek do prac Komisji Heraldycznej przy MSWiA. „Rocznik Polskiego Towarzystwa Heraldycznego”, T. IX (XX), DiG, Warszawa 2010, ISSN 1230-803X.
- Napoleońskie herby Polaków, w dwusetną rocznicę nadań, [w:] Z dziejów wojskowości polskiej, red. Dariusz Milewski, Kraków 2011, ISBN 978-83-7269-331-0.
- Stan prac nad polską współczesną heraldyką samorządową – działalność Komisji Heraldycznej przy Ministrze Spraw Wewnętrznych i Administracji. „Rocznik Polskiego Towarzystwa Heraldycznego”, t. 11 (22), DiG, Warszawa 2013, ISSN 1230-803X.
- Barwa kaliszan na tle narodowej tradycji munduru wojewódzkiego. [w:] Polonia Maior Orientalis. Studia z dziejów Wielkopolski wschodniej, T. 2, 2015, ISSN 2392-0106.
- Z dziejów Orła odrodzonej Rzeczypospolitej. [w:] „Studia i Materiały Centralnej Biblioteki Wojskowej” im. Marszałka Józefa Piłsudskiego, nr 2(9), 2018, ISSN 2354-0435.

## Odznaczenia
W grudniu 2019 roku ks. dr Paweł Dudziński odznaczony został przez kard. Kazimierza Nycza, arcybiskupa metropolitę warszawskiego, godnością kościelną Rochettum et Mantolettum – przywilejem rokiety i mantoletu w kolorze czarnym, przyznawanym w uznaniu za pracę dla parafii i diecezji.

## Kontrowersje

### Zarzut nieprawidłowości w działalności Komisji Heraldycznej
W roku 2014 do Ministra Administracji i Cyfryzacji skierowany został list członków Zespołu Nauk Pomocniczych Historii i Edytorstwa przy Komitecie Nauk Historycznych PAN w sprawie nieprawidłowości w działalności Komisji Heraldycznej. Podniesione w piśmie zarzuty dotyczyły braku przejrzystości oraz obiektywizmu praktyk i procedur. Wskazano na zaistnienie konfliktu interesów w sytuacji projektowania symboli przez członków, pełniących jednocześnie funkcję ich opiniowania. W szczególności dotyczyło to osoby Pawła Dudzińskiego, jako przewodniczącego Komisji Heraldycznej. Wnioskowano o rekonstrukcję Komisji dla odzyskania przez nią opinii instytucji obiektywnej i wiarygodnej. Pismo podpisało 15 naukowców skupionych przy ZNPHiE.
Działalność projektową Paweł Dudziński zadeklarował zawiesić dopiero w roku 2015, po zwróceniu się przez Ministra Administracji Cyfryzacji do Komisji Heraldycznej z wnioskiem o podjęcie uchwały sankcjonującej jednoznaczny nakaz wyłączenia się autorów projektów z udziału w pracach Komisji Heraldycznej. Uchwała przyjęta została przez Komisję Heraldyczną na posiedzeniu 13 marca 2015 r.

### Zarzut plagiatu w dorobku naukowym
Zarzut plagiatu w dorobku naukowym dra Pawła Dudzińskiego podnoszony był dwukrotnie. Po raz pierwszy w toku postępowania habilitacyjnego w roku 2014. Z uwagi na dwie negatywne recenzje habilitant na własny wniosek wycofał się z procedury habilitacyjnej. Kolejny raz pojawił się w postępowaniu wszczętym w roku 2016, w ramach którego negatywne recenzje dorobku naukowego przygotowali dr hab. Paweł Stróżyk prof. UAM oraz prof. dr hab. Wojciech Strzyżewski (UZ). Wskazano wielokrotne przypadki zapożyczeń fragmentów istniejących tekstów, a nawet treści znajdujących się na portalu wykop.pl, bez odnotowania ich wykorzystania w publikacjach. Dodatkowo dr hab. Edward Skibiński, prof. UAM, przekazał procedującej Radzie Wydziału Nauk Historycznych i Społecznych Uniwersytetu Kardynała Stefana Wyszyńskiego w Warszawie informację o kolejnych dziewięciu zapożyczeniach z prac innych autorów publikowanych w Internecie. 11 grudnia 2017 r. Rada Wydziału Nauk Historycznych i Społecznych UKSW w Warszawie podjęła uchwałę w sprawie odmowy nadania stopnia doktora habilitowanego nauk humanistycznych w dziedzinie historia ks. dr Pawłowi Dudzińskiemu.
Z uwagi na wniesione w styczniu 2018 r. odwołanie Centralna Komisji ds. Stopni i Tytułów uchyliła w czerwcu 2019 roku uchwałę Rady Wydziału NHiS UKSW i przekazała postępowanie do dalszego procedowania Radzie Wydziału Nauk Historycznych Uniwersytetu Mikołaja Kopernika w Toruniu. 12 listopada 2019 r. Rada Dyscypliny Historia UMK w Toruniu podjęła uchwałę o odmowie nadania stopnia doktora habilitowanego. Uchwała została utrzymana w mocy decyzją Prezydium Rady Doskonałości Naukowej z dnia 31 maja 2021 r.
Z uwagi na brak formalno-prawnych działań wobec Przewodniczącego Komisji Heraldycznej ze strony uprawnionych organów administracji państwowej portal jakiznaktwoj.pl uruchomił w październiku 2022 r. Licznik ks. Dudzińskiego. Licznik  odliczał dni od daty rozstrzygnięcia Prezydium Rady Doskonałości Naukowej do dnia, w którym ks. dr Paweł Dudziński przestanie pełnić funkcję Przewodniczącego Komisji Heraldycznej.
Na podstawie treści pozyskanych z portalu jakiznaktwoj.pl dziennik Rzeczpospolita opublikował 12 grudnia 2022 r. artykuł informujący, iż „najważniejszym ciałem zajmującym się heraldyką kieruje osoba, której dwukrotnie nie udało się uzyskać habilitacji z powodu oskarżeń o plagiat”.
29 grudnia 2022 r. minister Kultury i Dziedzictwa Narodowego prof. dr hab. Piotr Gliński wystąpił do ministra Spraw Wewnętrznych i Administracji Mariusza Kamińskiego z wnioskiem o odwołanie dr. Pawła Dudzińskiego ze składu Komisji Heraldycznej. W uzasadnieniu wniosku wskazano, że „podejrzenie popełnienia plagiatu jest zarzutem, który godzi w dobre imię Komisji i utrudnia wypełnianie przez nią ustawowych zadań”. W kwietniu 2024 został odwołany ze składu Komisji